# Ada (Bibel)
Ada (hebräisch עָדָה; zusammenhängend mit „schmücken“; LXX: αδα; Vulgata: Ada) ist eine weibliche biblische Figur im Buch Genesis. Sie ist die erste Ehefrau von Lamech (Sohn Metuschaëls) und die Mutter von Jabal und Jubal. Ada wird erwähnt in Gen 4,19–23 : „Lamech nahm sich zwei Frauen; die eine hieß Ada, die andere Zilla. Ada gebar Jabal; er wurde der Stammvater derer, die in Zelten und beim Vieh wohnen. Sein Bruder hieß Jubal; er wurde der Stammvater aller Zither- und Flötenspieler.“